# ميلينا روزنر
ميلينا روزنر (بالبولندية: Milena Rosner)‏ (4 يناير 1980 في بولندا - ) هي لاعب كرة طائرة شاطئية ولاعبة كرة طائرة بولندا في مركز ضارب خارجي ‏. شاركت في الألعاب الأولمبية الصيفية 2008.

## وصلات خارجية
- ميلينا روزنر على موقع الاتحاد الأوروبي (الإنجليزية)
- ميلينا روزنر على موقع دوري الدرجة الأولى الإيطالي للكرة الطائرة - سيدات (الإيطالية)
- ميلينا روزنر على موقع أوليمبيديا (الإنجليزية)